# Zip drive
Zip drive je uređaj za pohranu podataka na diskete koji je krajem 1994. predstavila tvrtka Iomega. Diskete su izvorno bile kapaciteta 100 MB, a poslije 250 i 750 MB.
Pogon ima sve pogodnosti klasičnog disketnog pogona od 3,5 inča (iako nije podudaran s njim), ali mnogo većeg kapaciteta i poboljšanih performansi. U odnosu na klasične diskete, kućišta za Zip diskove mnogo su deblja.

## Sučelja
Zip pogoni proizvedeni su u više sučelja:
- IDE True ATA (vrlo rani ATA interni Zip pogoni uglavnom prodavani OEM kanalima)
- ATAPI (sve Zip generacije)
- USB 1.1 (Zip 100 MB i 250 MB)[1]
- USB 2.0 (Zip 750 MB; unatrag kompatibilan s USB 1.1 sustavima)
- IEEE 1284 (paralelni priključak) s prolazom pisača (Zip 100 MB i 250 MB) (Vidi NB 3)
- IEEE 1394 (FireWire) (Zip 250 MB i 750 MB)
- SCSI (Zip 100 MB i 250 MB; interne i eksterne varijante; eksterne ograničene na ID 5 i 6)[2]
- "Plus" (Zip 100 MB eksterni pogon sa SCSI i IEEE 1284 priključcima; SCSI ID ograničen na ID 5 i 6).

## Podrška upravljačkih programa
- DOS (zahtijeva minimalno 80286 ili procesor)
- Microsoft Windows (paralelni pogoni nisu podržani u sustavu Windows 7 i novijim)
- Neki Linux / BSD itd. (nije univerzalno)
- Oracle Solaris 8, 9, 10, 11
- IBM OS/2
- Macintosh sustav 6.x, (vidi NB 1) 7.1–7.5 i Mac OS 7.6–9.2
- Mac OS X
- RISC OS zahtijeva !zip upravljačke programe.
- AmigaOS 3.5 ili noviji
- IRIX 6.4 ili noviji (samo SCSI)

Napomena 3: zahtijeva upravljački program stariji od 5.x.